# Hrabstwo Bon Homme
Hrabstwo Bon Homme (ang. Bon Homme County) – hrabstwo w stanie Dakota Południowa w Stanach Zjednoczonych. Obszar całkowity hrabstwa obejmuje powierzchnię 581,32 mil² (1505,61 km²). Według szacunków United States Census Bureau w roku 2009 miało 6995 mieszkańców.
Hrabstwo powstało w 1862 roku. 

## Miejscowości
- Avon
- Running Water (CDP)
- Scotland
- Springfield
- Tabor
- Tyndall[3]